# 프로그레스 로켓 우주 센터

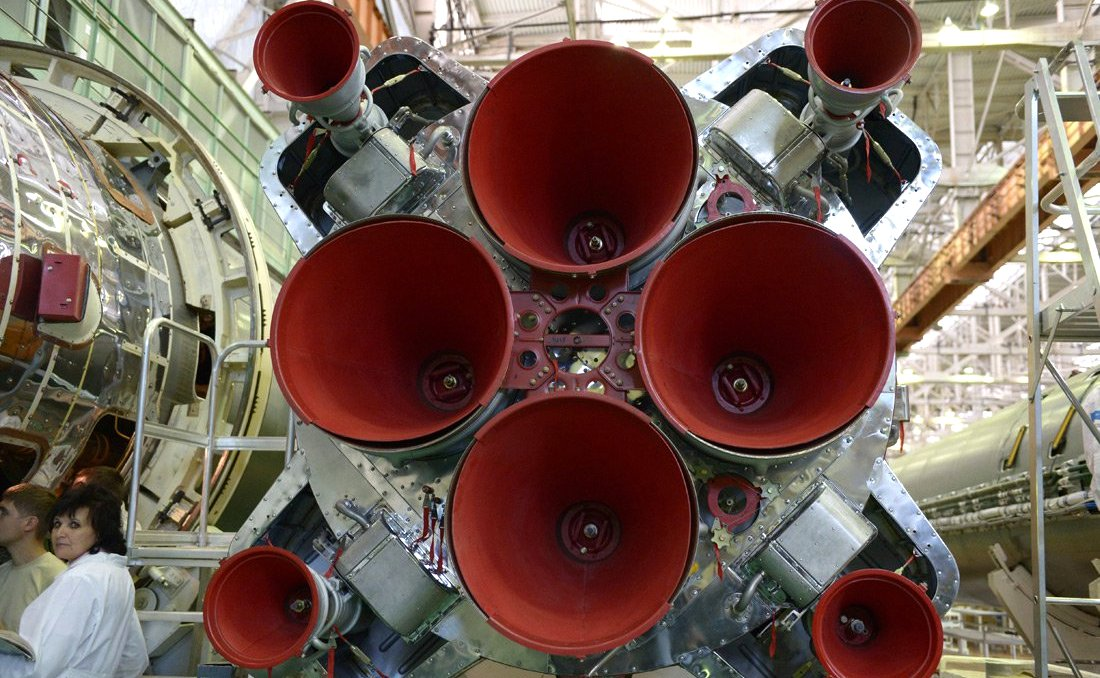

프로그레스 로켓 우주 센터(러시아어: Ракетно-космический центр «Прогресс», Progress Rocket Space Centre, 과거명: TsSKB-Progress, 러시아어: ЦСКБ-Прогресс)는 프로그레스 무인우주선과 소유즈 로켓을 생산하는 러시아 로스코스모스 산하의 국영 기업이다. 소유즈 로켓은 원래 소련의 OKB-1이 생산했었으나 지금은 프로그레스가 생산한다.

## 제품
- 몰니야-M
- 러스-M
- 소유스-FG
- 소유스-U
- 소유스-U2
- 소유스-1
- 소유스-2
- 소유스-5 (로켓)
- 소유스-7 (로켓)